# Булдинка
Булди́нка — село Южненської міської громади Одеського району Одеської області в Україні. Населення становить 58 осіб.

## Історія
У 19 століття — Булдинівка.
Під час організованого радянською владою Голодомору 1932—1933 років померло щонайменше 4 жителі села.
Колищній орган місцевого самоврядування — Новобілярська селищна рада.

## Населення
Згідно з переписом УРСР 1989 року чисельність наявного населення села становила 83 особи, з яких 34 чоловіки та 49 жінок.
За переписом населення України 2001 року в селі мешкало 58 осіб.

### Мова
Розподіл населення за рідною мовою за даними перепису 2001 року:
| Мова       | Кількість | Відсоток |
| ---------- | --------- | -------- |
| українська | 40        | 68.97%   |
| російська  | 17        | 29.31%   |
| гагаузька  | 1         | 1.72%    |
| Усього     | 625       | 100%     |